# Pāmban
Pāmban är en ort i Indien.   Den ligger i distriktet Ramanathapuram och delstaten Tamil Nadu, i den södra delen av landet, 2 200 km söder om huvudstaden New Delhi. Pāmban ligger 6 meter över havet och antalet invånare är 30 926.
Terrängen runt Pāmban är mycket platt. Havet är nära Pāmban västerut.  Närmaste större samhälle är Rameswaram, 11,2 km öster om Pāmban. 